# Million Dollar Bridge

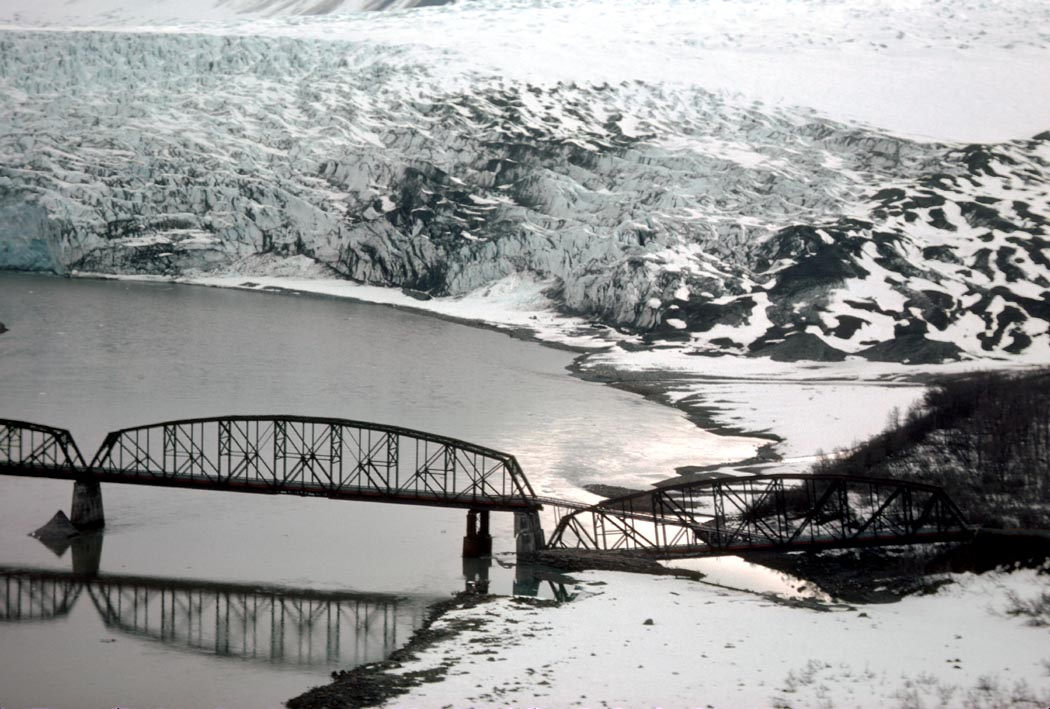
Millon Dollar Bridge

Million Dollar Bridge (formellt Miles Glacier Bridge) är en bro som byggdes under tidigt 1900-tal, ungefär 80 kilometer ifrån Cordova i vad som idag är den amerikanska delstaten Alaska. Bron kompletterade en 315 kilometer lång järnvägslinje för Copper River and Northwestern Railway, och byggdes av J. P. Morgan och Guggenheimfamiljen för att frakta koppar från den gamla gruvstaden Kennicott till Cordovas hamn. Den fick sitt namn av de 1,4 miljoner USD det kostade att bygga bron, vilket väl togs igen av att kopparn som fraktades under brons livstid hade ett totalt värde av 200 miljoner USD.
Under 1950-talet påbörjades arbetet att konvertera järnvägen, som stängdes 1938, till landsväg. Arbetet upphörde då bron och mycket av vägen som var under arbete, skadades av långfredagsskalvet i Alaska.
Tillfälliga reparationer gjorde att bron hölls farbar. Bara ungefär 16 kilometer väg anpassad för fyrhjulsdrivna fordon hade byggts på andra sidan bron, innan jordbävningen. För de flesta bilisterna är bron vägs ände.
Bron reparerades permanent mellan 2004 och augusti 2005. Det kontroversiella beslutet att reparera bron togs efter en översvämning i september 1995, som gjorde att bron riskerade att rasa. Statsanställda ingenjörer kom till slutsatsen att det var billigare att laga bron än att ta bort den eller, i värsta fall, att städa bort den från flodbottnen.
Det finns i området både en förhoppning och en fruktan för att reparationen kommer att leda till att Alaska Route 10 färdigställs, och att Cordova då ansluts till Alaskas övriga vägsystem vid Chitina. Cordovas befolkning är relativt jämnt splittrad vad gäller frågan, och inget beslut har ännu tagits.